# APE 태그
APE 태그는 디지털 오디오 파일에 가수, 앨범명, 곡의 제목과 같은 메타데이터를 추가하려고 사용하는 태그 포맷이다.

## 내력
초기에 나온 APEv1 태그는 Monkey's Audio 포맷을 위해 제작되었다. APEv1은 헤더가 존재하지 않았다. 또한 APEv1 버전은 모든 문자열을 ASCII로 저장했다. APEv2는 Musepack을 개발한 제작자가 고안했으며 유니코드를 지원한다. 곧 WavPack과 OptimFROG 포맷은 이 APEv2 태그를 사용하기로 했다. Monkey's Audio도 버전 3.99부터는 기존 APEv1 방식을 APEv2로 전환했다.
foobar2000 플레이어는 MP3 파일에 ID3 태그 대신에 APEv2 태그를 쓸 수 있다. 그러나 APEv2 태그가 MP3 포맷을 고려하여 설계된 게 아니라서 약간의 문제가 있다. foobar2000이나 APEv2 태그를 읽을 수 있는 플레이어가 아닌 다른 플레이어에선 APEv2 태그를 읽지 못한다. foobar2000은 APEv2 태그뿐만 아니라 ID3 태그와 병행해서 사용하기를 권장한다.

## 같이 보기
- ID3
- 보비스 커멘트
- Monkey's Audio